# Faisceau d'électrons relativistes
Les faisceaux d'électrons relativistes (FER) sont des flux d'électrons se déplaçant à des vitesses relativistes. Ils sont le moyen « lasant » dans les lasers à électrons libres (LEL) pour être utilisés dans la recherche atmosphérique effectuées à des entités telles que la Pan-environnement océanique et atmosphérique Research Laboratory (PEARL) à l'Université de Hawaii et la NASA.
Il a été suggéré que les FERs pourraient être utilisés pour chauffer et d'accélérer la masse réactionnelle dans les moteurs de fusées électriques que le Dr. Robert W. Bussard a appelé Quiet electric Decharge Engines (QEDs).